# 仁山駅 (両江道)
仁山駅（インサンえき）は朝鮮民主主義人民共和国両江道金正淑郡に位置する朝鮮民主主義人民共和国鉄道省北部内陸線の駅である。